# 塞雷迪夫卡 (哈爾科夫州)
50°3′20″N 37°2′58″E / 50.05556°N 37.04944°E
塞雷迪夫卡（烏克蘭語：Середівка）是位於烏克蘭東部的村莊，由哈爾科夫州丘胡伊夫区的舊薩爾蒂夫市鎮負責管轄。該村始建於1861年，面積0.5平方公里，海拔高度161米，2001年人口101，人口密度每平方公里202人。